# 岩永文夫
岩永 文夫（いわなが ふみお、1948年-2015年）は、日本の文筆家・音楽評論家・時事評論家。

## 人物・来歴
東京生まれ。明治大学文学部除籍。「新譜ジャーナル」編集長時代より音楽評論を中心に各誌で活動。同時にNHK、民放各局のテレビ、ラジオ番組の構成、さらにレコードのプロデュースなどの仕事を手がける。
80年代以降は、性風俗・売春・準売春を題材とした評論を行う。テレビのコメンテーターとしても活動する。

## 著書
- 『ぼくらのライブハウス :エキサイティングなライブの世界』 (On books) 音楽之友社, 1984.8
- 『土の中のメロディ』 (Music gallery) 音楽之友社, 1985.9
- 『フーゾクの経済学 欲望産業の原価がわかる本』 (ワニのnew新書) ベストセラーズ, 2000.4 「フーゾク儲けのからくり :欲望産業の原価がわかる本」 (ワニ文庫)「儲けの仕組み 欲望産業の原価がわかる本」ベストセラーズ
- 『フーゾク資本論』オーエス出版, 2002.5
- 『エッチ産業の経済学 あなたの2万円はどこへ消えるのか… 業界の仕組みと原価が見えてくる』インデックス・コミュニケーションズ, 2008.6　「フーゾク資本論 なぜセックスは「巨万の富」を生むのか?」文庫ぎんが堂
- 『フーゾク進化論』平凡社新書 2009.3
- 『フーゾクの日本史』講談社+α新書 2011.4
- 『新・フーゾクの経済学 欲望は先手必勝、生き延びるヒント』講談社+α新書 2012.4
- 『江戸色街散歩』ベスト新書 ヴィジュアル新書 2013.5